# Бойтлер, Аркадий Сергеевич

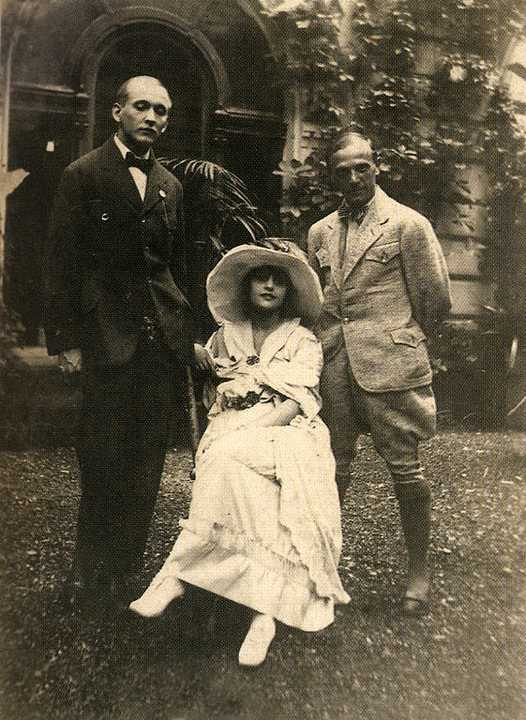
Бойтлер Вертинский Холодная

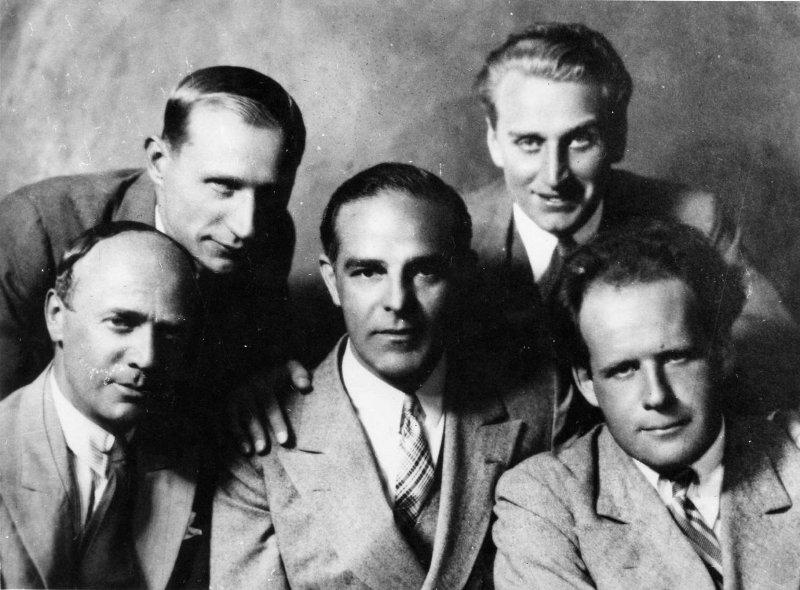
Аркадий Бойтлер, Тиссе, Эзенштейн, Александров

Аркадий (Аарон) Сергеевич (Самойлович) Бойтлер (31 августа 1890, Москва — 23 ноября 1965, Мехико) — российский актёр, режиссёр театра и кино, пантомимы и балета.

## Биография
Родился 31 августа 1890 года в Москве (по другим данным 18 августа 1891 года), в еврейской семье, родители — Самуил Давидович Бейтлер и Дина Неваховна Розовская. Брат велогонщика Михаила Бойтлера, архитектора Вениамина Бойтлера, певицы Анны Бойтлер и балерины Инны Самойловны Чернецкой.
После окончания драматической школы-студии при московском Художественном театре выступал образе-маске неудачника Аркаши в кабаре «Летучая мышь», был постановщиком танцев в этом кабаре. Затем перенёс принесший ему популярность образ в кино, снявшись в 1916—1918 годах в более чем двадцати комических короткометражных фильмах. Работал с Ханжонковым.
В 1918 года в качестве режиссёра снял фильмы «Бокс выручил» и «Наши Дон-Жуаны».
В 1918 году уехал в Ростов-на-Дону, работал в театре «Гротеск», потом перебрался в Киев (возможно вместе с труппой Летучей мыши), затем в Одессу, где снял фильм «Яшка — скакун».

### Эмиграция
В 1919 году эмигрировал в Константинополь на корабле USS Gregory, где совместно с Георгием Азагаровым создал учебную киностудию. Затем переехал в Германию; там продолжил развитие образа Аркаши, снявшись в 1920 году в фильме «Бойтлер против Чаплина».
В 1921 году входил в труппу Александра Ханжонкова и переехал в Вену.
Затем работал в театрах США.

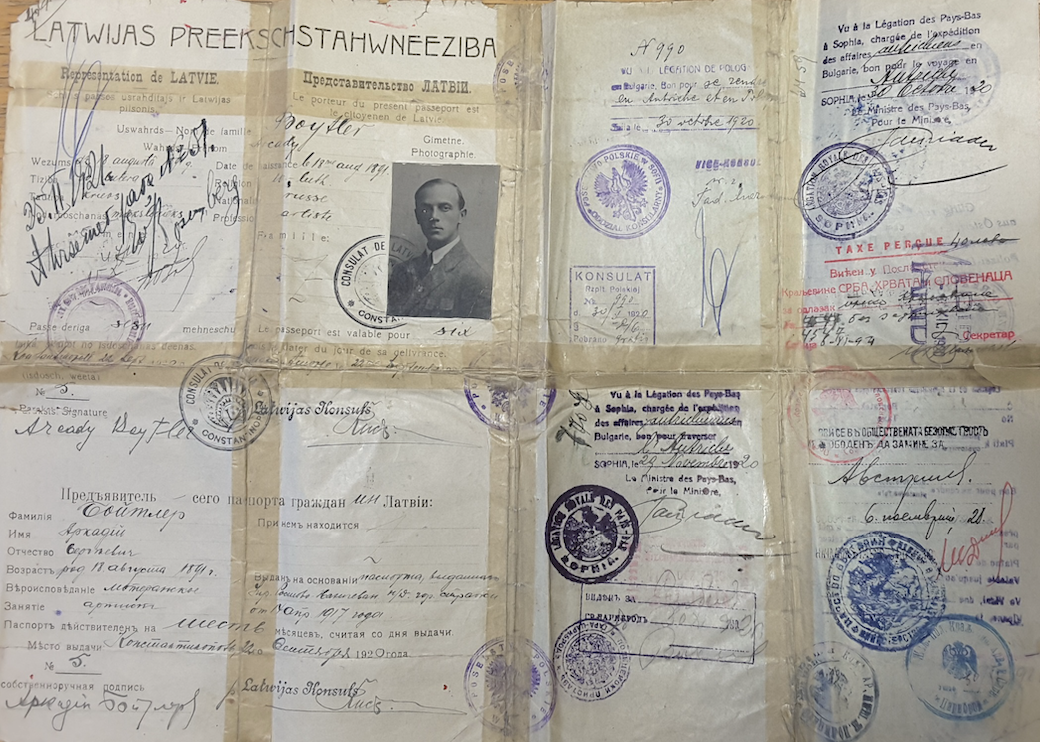
Паспорт Аркадия Бойтлера 1920

В 1929 году приглашён компанией Эм Пр для участия в испаноязычных фильмах. Был одним из ведущих продюсеров и режиссёров мексиканского кинематографа.
В 1937 году создал маску «Аркаши» в фильме «Такова моя земля».
Друг Фриды Кало (оплатил её поездку в США в 1944 году).
Снял культовые мексиканские фильмы. Дружил с Эйзенштейном (вероятно с рижских времён). Снимался в фильме ¡Que viva México!.
Умер в 1965 году в Мехико.

## Личная жизнь
Жена — актриса и певица Лина Бойтлер (В. Оргина, урождённая Орг). Их свадебным подарком от Фриды Кало была известная картина «Маленький олень» (1946).

## Память
Один из залов синематеки Мехико носит его имя.